# Thabo Mbeki
Thabo Mvuyelwa Mbeki (Idutywa, Oost-Kaap, 18 juni 1942) is een voormalig president van Zuid-Afrika. Hij volgde op 16 juni 1999 Nelson Mandela op, en werd op 25 september 2008 opgevolgd door Kgalema Motlanthe. Mbeki is lid van het Afrikaans Nationaal Congres (ANC).
Thabo Mbeki is de zoon van Govan Mbeki, die mede met Nelson Mandela de ANC-Jeugdliga (ANCYL) oprichtte.

## Jonge jaren
Mbeki werd geboren op 18 juni 1942 in Idutywa, Zuid-Afrika. Hij is de zoon van Govan Mbeki, die een belangrijke figuur was binnen het ANC. Mbeki werd lid van het ANC in 1956. Nadat zijn vader werd gearresteerd wegens lidmaatschap van het ANC, werd Mbeki verbannen uit Zuid-Afrika. Mbeki leefde 28 jaar in ballingschap. Tijdens zijn ballingschap studeerde Mbeki economie aan de universiteit van Sussex in Groot-Brittannië. Na het behalen van zijn masters in 1966 werkte Mbeki een paar jaar voor het ANC in Londen. In 1970 verhuisde Mbeki naar de Sovjet-Unie waar hij getraind werd als guerrillastrijder. Tegelijk werd hij een wereldwijde lobbyist tegen apartheid. Mbeki was een van de belangrijkste onderhandelaars met de zittende regering eind jaren 80. Hij was bevriend met Nelson Mandela, die hij opvolgde als president van Zuid-Afrika in juni 1999. Mbeki is een neoliberaal en wordt in Zuid-Afrika beschouwd als intellectueel.